# Айварстаун
Айварстаун (англ. Ivarstown; ирл. Baile an hÍomhar) — деревня в Ирландии, находится в графстве Клэр (провинция Манстер), находится в графстве Клэр (провинция Манстер) на противоположной от Сиксмайлбридж стороне реки О’Гарни..